# Vlag van Sark
De vlag van Sark werd ontworpen door Herbert Pitt en in 1938 in gebruik genomen.
De vlag bestaat uit het Engelse Sint-Joriskruis met de Normandische leeuwen in het kanton en verwijst daarmee naar zowel het belang van Engeland als dat van Normandië voor Sark. De hoogte-breedteverhouding van de vlag is 3:5.